# Ōryōki
Ōryōki (jap. 応量器) oder Hatsutara (jap. 鉢多羅; Sanskrit Pātra) ist eine kontemplative, ritualisierte Form des gemeinsamen Essens. Sie stammt aus der Tradition der Zen-Klöster. Ōryōki kann mit „dem Anlass angemessen“ übersetzt werden. Außer im klösterlichen Kontext praktiziert man diese Form der Meditation auch bei Sesshin oder Retreats. Ōryōki bezeichnet auch ein Set aus geschnürten Schüsseln und weiteren Essutensilien, welche von buddhistischen Mönchen für den persönlichen Gebrauch genutzt werden. 
Der Begriff ōryōki wird hauptsächlich in der Sōtō-Schule des Zen-Buddhismus verwendet, während in der Rinzai- und der Ōbaku-Schule diese Utensilien als jihatsu bezeichnet werden, geschrieben entweder 持 鉢 in der Rinzai-Schule oder 自 鉢 in der Ōbaku-Schule. Der Begriff jihatsu wird auch verwendet, um Schalen allein zu bezeichnen. Die Schalen bestehen in der Regel aus lackiertem Holz, und die Utensilien sind alle in einem Tuch verpackt. Die größte Schale, manchmal auch Buddha-Schale oder zuhatsu genannt, symbolisiert Buddhas Kopf und seine Weisheit.
Das rituelle Protokoll schreibt jedes Gerät und jede Handlung vor, während und nach der Mahlzeit genau fest. Während der Zeit des Essens herrscht Schweigen. Die Teilnehmer sind angehalten, mit vollkommener Achtsamkeit zu speisen.